# Чистерни (Казерта)
Чистерни је насеље у Италији у округу Казерта, региону Кампанија.
Према процени из 2011. у насељу је живело 22 становника. Насеље се налази на надморској висини од 322 м.